# لوران لوکا
لوران لوکا (فرانسوی: Laurent Lucas‎؛ زادهٔ ۲۰ ژوئیهٔ ۱۹۶۵) یک هنرپیشه اهل فرانسه است. وی از سال ۱۹۸۹ میلادی تاکنون مشغول فعالیت بوده‌است. 
از فیلم‌ها یا برنامه‌های تلویزیونی که وی در آن نقش داشته است می‌توان به بازگشتگان، هری، او برای کمک اینجاست، موش قطبی، ادیسه، چه کسی بامبی را کشت؟، در جنگ، تحقیق مجدد و پولا ایکس اشاره کرد.